# Tytan Wilnohirśk
Tytan Wilnohirśk (ukr. Футбольний клуб «Титан» Вільногірськ, Futbolnyj Kłub "Tytan" Wilnohirśk) – ukraiński klub piłkarski z siedzibą w Wilnohirśku, w obwodzie dniepropetrowskim.

## Historia
Chronologia nazw:
- 19??–19??: Awanhard Wilnohirśk (ukr. «Авангард» Вільногірськ)
- 19??–...: Tytan Wilnohirśk (ukr. «Титан» Вільногірськ)

Piłkarska drużyna Awanhard Wilnohirśk została założona w mieście Wilnohirśk w XX wieku. Występowała w rozgrywkach mistrzostw i Pucharu obwodu dniepropetrowskiego. W 1967 startowała w rozgrywkach Pucharu Ukraińskiej SRR, gdzie w finale została pokonana przez Bilszowyk Kijów (1:2). Potem zespół kontynuował występy w rozgrywkach Mistrzostw i Pucharu obwodu. Obecnie nazywa się Tytan Wilnohirśk.

## Sukcesy
- Puchar Ukraińskiej SRR:
  - finalista: 1967